# Muerto hasta el anochecer
Muerto hasta el anochecer (Dead Until Dark) es el primer libro de Charlaine Harris de la saga de The Southern Vampire Mysteries / Sookie Stackhouse, en esta historia la autora nos presenta a Sookie Stackhouse una joven camarera con telepatía, que vive en un pueblo ficticio llamado Bon Temps en Luisiana, ella convive en un mundo donde los vampiros han dado a conocer al mundo su presencia, además existen otras criaturas sobrenaturales que Sookie comienza a descubrir mientras lo compagina trabajando en un restaurante / bar llamado Merlotte`s cuyo dueño es Sam Merlotte.

## Personajes

### Personajes principales
- Sookie Stackhouse (humana), es el personaje principal.
- Bill Compton (vampiro), es el primer vampiro de Bon Temps y es novio de Sookie. Bill trata de incorporarse a la sociedad tras años apartado de ella.
- Sam Merlotte (cambiaformas), es el dueño de Merlotte's, el bar-restaurante donde trabaja Sookie.

### Personajes recurrentes
- Jason Stackhouse (humano), es el hermano mayor de Sookie, es sospechoso de algunos asesinatos en el pueblo.
- Arlene Fowler (humana), es camarera en Merlotte's y ha estado casada varias veces.
- Andy Bellefleur (humano), es el detective de Bon Temps.
- Eric Northman (vampiro), es el sheriff del área 5 y dueño de Fangtasia, un bar en Shreveport.
- Pam (vampira), es la segunda al mando de Eric y codueña de Fangtasia.

### Personajes no recurrentes
- Adele Stackhouse (humana), es abuela de Sookie y Jason.
- Malcom, Diane y Liam (vampiros), estos vampiros rehúsan a incorporarse a la sociedad y asustan a las personas en Bon Temps, especialmente  a Sookie.
- René Lenier (humano), es el novio de Arlene y amigo de Jason.
- Dawn (humana), también trabajó en Merlotte, a ella le gustaba ser mordida por vampiros, había salido con Jason Stackhouse.

## Argumento
En Muerto hasta el anochecer, Sookie Stackhouse es una camarera que vive en Bon Temps, un pueblo tranquilo donde casi nada pasaba excepto el tiempo. Dos años atrás los vampiros habían salido de sus ataúdes y se presentaron al mundo después de que una empresa japonesa desarrollara una sangre sintética que ayudaría a las personas. Los vampiros vieron este descubrimiento como un modo de sobrevivir sin tener que atacar a los humanos. De este modo, decidieron que querían ser considerados ciudadanos legalmente.
Sookie vive desde que tenía 7 años con su abuela Adele. Ella es telépata. Su hermano Jason también vivía con ellas pero, cumplida la mayoría de edad, se fue a vivir a la casa que fue de sus padres (ellos murieron arrastrados en un puente sobre un río).
Bill Compton entra al bar donde Sookie trabaja y se enamora de él, ya que no puede saber lo que está pensado debido a que está muerto. En la primera visita Sookie salva a Bill de unos drenadores de sangre de vampiro (la sangre de vampiro o zumo V es una droga altamente adictiva e ilegal en el mercado) y Bill le devuelve el favor cuando los mismos asaltantes que le atacaron, los Rattrays atacan a Sookie.
Al mismo tiempo, en Bon Temps, las muertes de mujeres en extrañas circunstancias aterrorizan al pueblo; algunas de estas víctimas tienen mordeduras de vampiro en sus cuellos. En el pueblo todos terminan pensando que Jason es el culpable y Sookie le pide a Bill que la lleve a un bar de vampiros en Shreveport llamado Fangtasia dirigido por el vampiro Eric Northman, para averiguar quién es el asesino. Eric pronto descubre la habilidad de Sookie y le ordena que le ayude a saber quién está robando dinero del bar, Sookie descubre que Malasombra (vampiro) es el responsable. Al verse descubierto, Malasombra ataca a Sookie, pero Eric mata a Malasombra.
Sookie le pide a Bill que cuente algunas anécdotas en la iglesia donde su abuela tiene un pequeño club, al terminar Sookie sale con Sam a tomar un café, Sam está interesado en ella y se lo dice pero ella se molesta y le pide que la lleve de nuevo a casa. Sookie espera a que Sam se haya ido y en la casa encuentra a su abuela Adele muerta.
Malcom, Diane y Liam van a Merlotte's a asustar a la gente local. La gente del pueblo, después, se organiza para matarlos mientras duermen y queman la casa donde ellos descansaban. Previamente, Bill se había ido con ellos para sacarlos del bar, y Sookie cree que Bill está muerto, más tarde ella se entera de que él está vivo.
Bill tiene que salir del pueblo junto a Eric y le piden a Bubba, otro vampiro, que cuide a Sookie en su ausencia. Sookie encuentra a un perro de raza collie y lo lleva a casa para que este le haga compañía, pero después descubre que se trata de Sam. Él le explica que es un cambiaformas. Mientras, Jason es encarcelado porque en su camioneta encuentran unos videos privados que había filmado con alguna de las mujeres que fueron asesinadas.
Mientras Bill está aún fuera de Bon Temps, descubre que René es el asesino y después de una lucha donde casi es asesinada, ella va a dar al hospital y René a la cárcel. 
Ella despierta en el hospital donde Bill aparece y le dice que ahora es un investigador y trabaja para Eric, el cual aparece en la ventana del hospital volando.

## Reconocimientos
- Un autora de talento poco común - Publishers Weekly.
- Harris escribe claramente y con seguridad - The New York Times Book Review.
- Uno de los mejores del año - Science Fiction Chronicle.[1]

## Adaptación a la televisión
Este primer libro es adaptado con varios cambios a televisión en la serie True Blood de la cadena norteamericana HBO.

### Diferencias entre la novela y la serie
Mientras que la serie tiene un carácter coral en el que son varios los personajes con sus trasfondos, en la primera novela parece que se centra más en Sookie y Bill y las situaciones que viven los dos personajes por la relación que mantienen; una de las similitudes que vemos es que Sookie es capaz de captar los pensamientos y sensaciones de las personas que están alrededor.
Una de las grandes diferencias entre la serie y la novela es la amistad entre Sookie y Tara que en la versión escrita no aparece hasta el segundo tomo, Corazones muertos. Tampoco se hace referencia a que sea prima de Lafayette. Se puede decir que no tienen, ambos, ningún papel importante en la novela, mientras que en la serie sí. Sí aparecen Arlene y René como pareja pero en ningún momento de la novela se dice que se vayan a casar, en la serie sí. Como en la versión escrita, el asesino de las mujeres «colmilleras» y de la abuela de Sookie es René, pero este no llega a morir como en la versión para televisión.
Otra gran diferencia es que cuando Sookie acude a ayudar a Eric al Fangtasia y el barman quiere matarla por haber descubierto que él había robado el dinero no es Bill quien lo mata, sino Eric. Por lo tanto en la novela no existe el personaje de Jessica, la vampira que debe crear Bill por orden del magistrado por haber roto una de las normas más importantes de los vampiros; el no matar a los de su especie.
En la serie, se introduce un personaje inexistente en la novela, llamada Amy, la cual interpreta a una joven en armonía con la naturaleza, novia de Jason, adicta al V y una asesina a sangre fría de vampiros. En torno a la relación Jason-Amy se genera toda una subtrama a lo largo de la primera temporada, en la que Jason es introducido en la sangre de vampiro y desarrolla una adicción que le lleva a secuestrar a un vampiro por sugestión de Amy y, finalmente, a verle morir a manos de su novia. Amy es después asesinada a manos de René debido a su conexión con los vampiros.
También se le da mucha más importancia a otros personajes como Andy Bellefleur, Bud Dearbone, Terry Bellefleur...
Sam es también un cambiaformas en la versión para televisión y Sookie lo descubre cuando esta despierta y descubre a Sam bajo su forma humana en su cama al igual que en la novela. También una de las similitudes es la visita que hace Bill al grupo de la abuela de Sookie en la que cuenta anécdotas de cuando estaba vivo en la guerra.